# Formuliergebed
Een formuliergebed is een gebed dat altijd dezelfde bewoording heeft. Het formuliergebed komt vooral voor in het christendom en het jodendom. Een voorbeeld van een formuliergebed is de votum: onze hulp is in de Naam van de Here, die hemel en aarde gemaakt heeft. Een voorbeeld van een joods formulier gebed is de Sjema.